# Zimtenga (département)
Cet article concerne le département et la commune rurale. Pour le village chef-lieu, voir Zimtenga.
Zimtenga ou Zimtanga est un département et une commune rurale situé dans la province du Bam et la région du Centre-Nord au Burkina Faso.

## Géographie

### Démographie
- En 2003, le département comptait 21 879 habitants estimés[2].
- En 2006, le département comptait 23 219 habitants recensés[3].
- En 2019, le département comptait 49 387 habitants recensés[1].

## Administration
| Période                                  | Période  | Identité | Étiquette | Qualité |
| ---------------------------------------- | -------- | -------- | --------- | ------- |
|                                          | en cours |          |           |         |
| Les données manquantes sont à compléter. |          |          |           |         |

### Villages
Le département et la commune rurale de Zimtenga est administrativement composé de quarante-et-un villages, dont le village chef-lieu homonyme (populations consolidées en 2012 issues du recensement général de la population de 2006) :
- Bangrin (744 habitants)
- Bargo (286 habitants)
- Batanga (852 habitants)
- Bayendfoulgo (885 habitants)
- Bonda (852 habitants)
- Dénéon (900 habitants)
- Dougré (379 habitants)
- Douré (421 habitants)
- Gasdonka (206 habitants)
- Kalagré-Foulbé (121 habitants)
- Kalagré-Mossi (1 075 habitants)
- Kalagré-Rimaïbé (626 habitants)
- Kaokana-Peulh (120 habitants)
- Kargo (1 409 habitants)
- Kayon (456 habitants)
- Kiendyendé (249 habitants)
- Komsilga (813 habitants)
- Konkin-Foulgo (217 habitants)
- Konkin-Moogo (266 habitants)
- Loa (443 habitants)
- Minima (942 habitants)
- Moméné (1 438 habitants)
- Niniongo (342 habitants)
- Nordé (339 habitants)
- Paspanga (375 habitants)
- Pètakakisgou (300 habitants)
- Pissi (392 habitants)
- Rakoegtanga (307 habitants)
- Rolga (habitants)
- Romtanghin (1 129 habitants)
- Siguinvoussé (412 habitants)
- Singa-Mossi (720 habitants)
- Singa-Rimaïbé (1 219 habitants)
- Sissin (388 habitants)
- Sondeguin-Yarcé (205 habitants)
- Tampèlga (312 habitants)
- Tankoulounga (455 habitants)
- Toéssin (484 habitants)
- Wattigué (227 habitants)
- Yalgatinga (242 habitants)
- Zimtenga (1 184 habitants)

## Santé et éducation
Le département accueille trois centres de santé et de promotion sociale (CSPS) situés à Zimtenga, Kargo et Moméné tandis que le centre médical avec antenne chirurgicale (CMA) de la province se trouve à Kongoussi et le centre hospitalier régional (CHR) est à Kaya.